# Ренгартен, Иван Иванович (капитан 1-го ранга)
Иван Иванович Ренгартен (Марквот-Кондэ-Ренгартен) (19 октября 1883, Новгородская губерния — 14 января 1920, Петроград) — русский морской офицер, капитан 1-го ранга, изобретатель в области радиосвязи, разработчик конструкции первого в России радиопеленгатора, основатель службы радиоразведки Балтийского флота.
Из дворян Ковенской губернии.

## Биография
- 1901 — Вступил в службу.

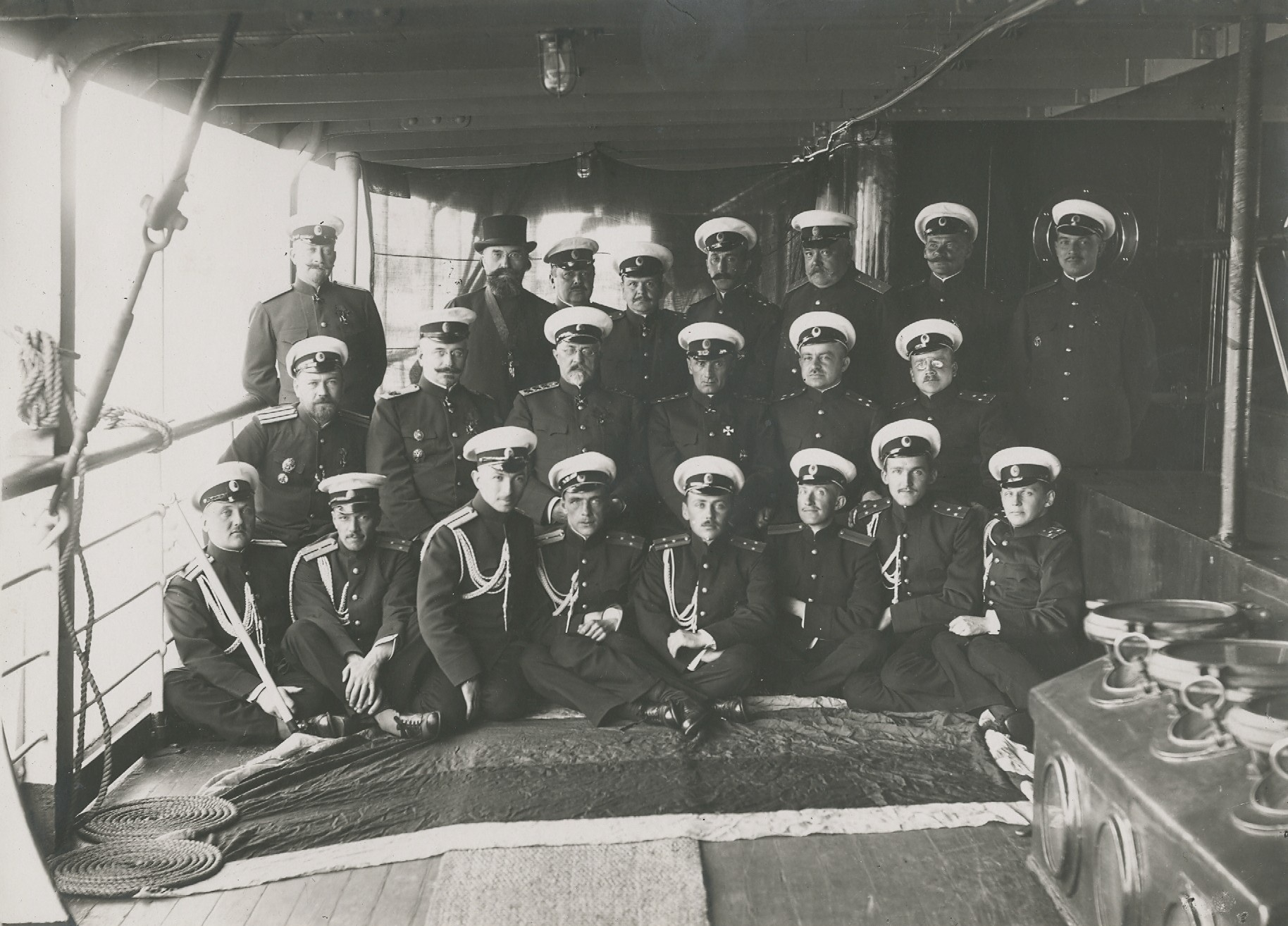
Командующий Балтийским флотом адмирал Канин и его штаб на палубе посыльного судна «Кречет» (июль 1916). Капитан 1-го ранга И. И. Ренгартен в дальнем ряду второй справа

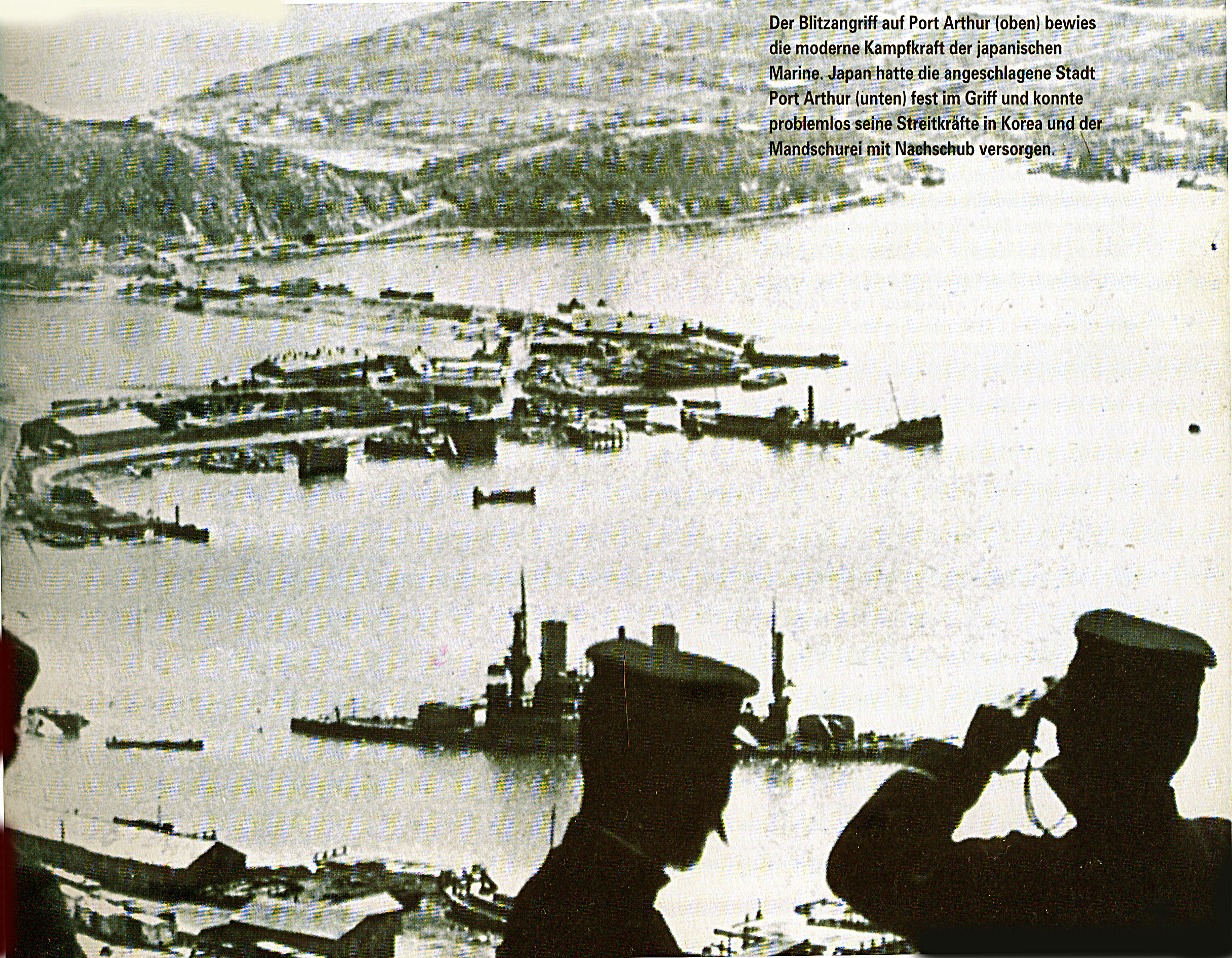
Японцы в Порт-Артуре. На переднем плане — затонувший броненосец «Полтава»

- 28 января 1904 — Окончил Морской корпус 9-м по успеваемости. Произведён в мичманы с зачислением в Квантунский флотский экипаж.
- 29 февраля — 22 ноября 1904 — Вахтенный офицер эскадренного броненосца «Полтава», командир 152-мм орудийной башни № 3.
- 1904—1905 — Участвовал в обороне крепости Порт-Артур.
- 14 марта 1904 — Командовал паровым катером во время отражения атаки брандеров.
- май-июль 1904 — Участвовал в тралении рейда Порт-Артура.
- 2 июня 1904 — Сторожевая служба на минном катере с эскадренного броненосца «Победа».
- 7 августа 1904 — Командир десантной роты эскадренного броненосца «Полтава».
- 9 августа 1904 — Ранен пулей в правый локоть и осколком в правый висок.
- 16-18 ноября 1904 — Участвовал в обороне г. Высокой.
- После сдачи крепости Порт-Артур взят в плен. За попытку побега приговорен к 5 годам тюрьмы.
- 14 марта 1905 — В Сибирском флотском экипаже.
- 27 июня — 6 октября 1905 — В заключении в тюрьме г. Такаматсу.
- 21 января 1906 — Вернулся из плена.
- 11 сентября 1906 — 9 сентября 1907 — В 15-м флотском экипаже Балтийского флота.
- 1 января 1906 — Лейтенант.
- 1907 — В Учебном минном отряде.
- 1907 — Окончил Офицерский минный класс. Минный офицер 2-го разряда.
- 1907—1909 — Минный офицер транспорта «Николаев».
- 1909—1910 — Помощник преподавателя Минного офицерского класса и учитель Минного класса.
- 1910 — Минный офицер 1-го разряда.
- 16 октября 1910 — Преподаватель в Минной школе.
- 9 мая 1911 — Преподаватель Минного офицерского класса. В сентябре 1911 года в Учебно-минном отряде Балтийского моря был испытан опытный образец разработанной Ренгартеном радиостанции «со звучащей искрой». Было отмечено превосходство станции перед действующей на флоте системой «Телефункен» и рекомендовано её производство в Радиотелеграфном депо Морского ведомства для установки на суда флота[1].
- 12 апреля 1912 — И. д. 2-го флагманского минного офицера штаба командующего флотом Балтийского моря, радиотелеграфный офицер. 28 июня 1912 года штаб командующего Морскими силами Балтийского моря запросил для проведения учений по радиоразведке изготовление в Радиотелеграфном депо всеволнового радиоприёмника (диапазон волн от 30 до 30000 м) конструкции Ренгартена[1].
- 14 апрель 1913 — Старший лейтенант.
- Сентябрь 1914 — Испытания первого на флоте радиопеленгатора[2].

Практически во всех работах, посвященных Мемельской операции и бою крейсеров у острова Готланд 19 июня 1915 года, справедливо указывается, что её инициаторами выступили старший офицер штаба лейтенант А. А. Сакович и 2-й флагманский минный офицер старший лейтенант И. И. Ренгартен. Однако последующее утверждение о том, что предложенный план был утвержден командующим флотом вице-адмиралом В. А. Каниным, а также само содержание плана операции в том виде, в каком он был представлен командующему, можно считать в определённой мере дискуссионным.— Гангут, 1999, № 20. С. 33-37
- В 1914 году Ренгартен участвовал в контрразведывательной операции против немцев. После того, как на мель сел крейсер «Магдебург», а его капитан Рихард Хабенихт попал в русский плен, один из немецких агентов попытался отыскать капитана и узнать судьбу кодовых книг крейсера. Ренгартен, внешне походивший на Хабенихта и свободно владевший немецким языком, сыграл роль двойника и направил агента по ложному следу, сообщив ему номер котла, в котором якобы были сожжены кодовые книги. В действительности книги были утоплены по приказу капитана — их затем подняли со дна русские моряки, а в котле были сожжены фальшивые книги с подлинными обложками от кодовых книг[3].
- 6 июля 1915 — Капитан 2-го ранга.
- Ноябрь 1916 — Начальник комиссии по изучению обстоятельств прорыва германских эсминцев к Балтийскому порту.
- 14 января 1917 — Помощник флаг-капитана по оперативной части и начальник разведывательного отделения штаба командующего флотом Балтийского моря.
- 10 марта 1917 — Флаг-капитан по оперативной части штаба командующего флотом Балтийского моря.
- 28 июля 1917 — Капитан 1-го ранга.
- 1917 — Избран в исполком Гельсингфорсского Совета депутатов 1-го созыва.
- 30 апреля 1918 — Уволен в отставку.
- 1918—1920 — Преподавал в Морской академии на кафедрах истории морской войны и службы генерального штаба. Редактор оперативного отдела Морской исторической комиссии.
- 14 января 1920 — Умер от сыпного тифа, которым заразился во время командировки (по другим сведениям, убит в январе 1920 года[2]).

Капитан 1-го ранга Иван Иванович Ренгартен до конца Первой мировой войны будет состоять в штабе Балтийского флота на различных ответственных должностях, всегда пользуясь большим влиянием После Брестского мира лучший радиоразведчик России преподавал в Морской академии.— Шигин Владимир. Загадки золотых конвоев
Увлекался живописью, иллюстрировал журнал «Балтийский морской транспорт», сделал эскизы к эпосу «Калевала».

## Сочинения
- О радиосвязи в военном флоте // Морской сборник. 1920. — № 1—3. — С. 7—62.
- Воспоминания Порт-Артурца — СПб., 1910.
- Радиотелеграфное дело — 1911, 1917.
- Очерки по тактике минного дела — 1919.

## Отличия
- Орден святой Анны 4-й степени (26.03.1904)
- Орден святого Станислава 3-й степени с мечами и бантом (28.08.1904)
- Орден святой Анны 3-й степени с мечами и бантом (19.12.1904)
- Орден святого Станислава 2-й степени с мечами (20.12.1904)
- Орден святого Владимира 4-й степени с мечами и бантом (12.12.1906)
- Орден святой Анны 2-й степени с мечами (05.01.1915)

## Семья
Жена: Крижановская Елена Александровна (ум. 10. 01. 1945).